# Isla Havelock

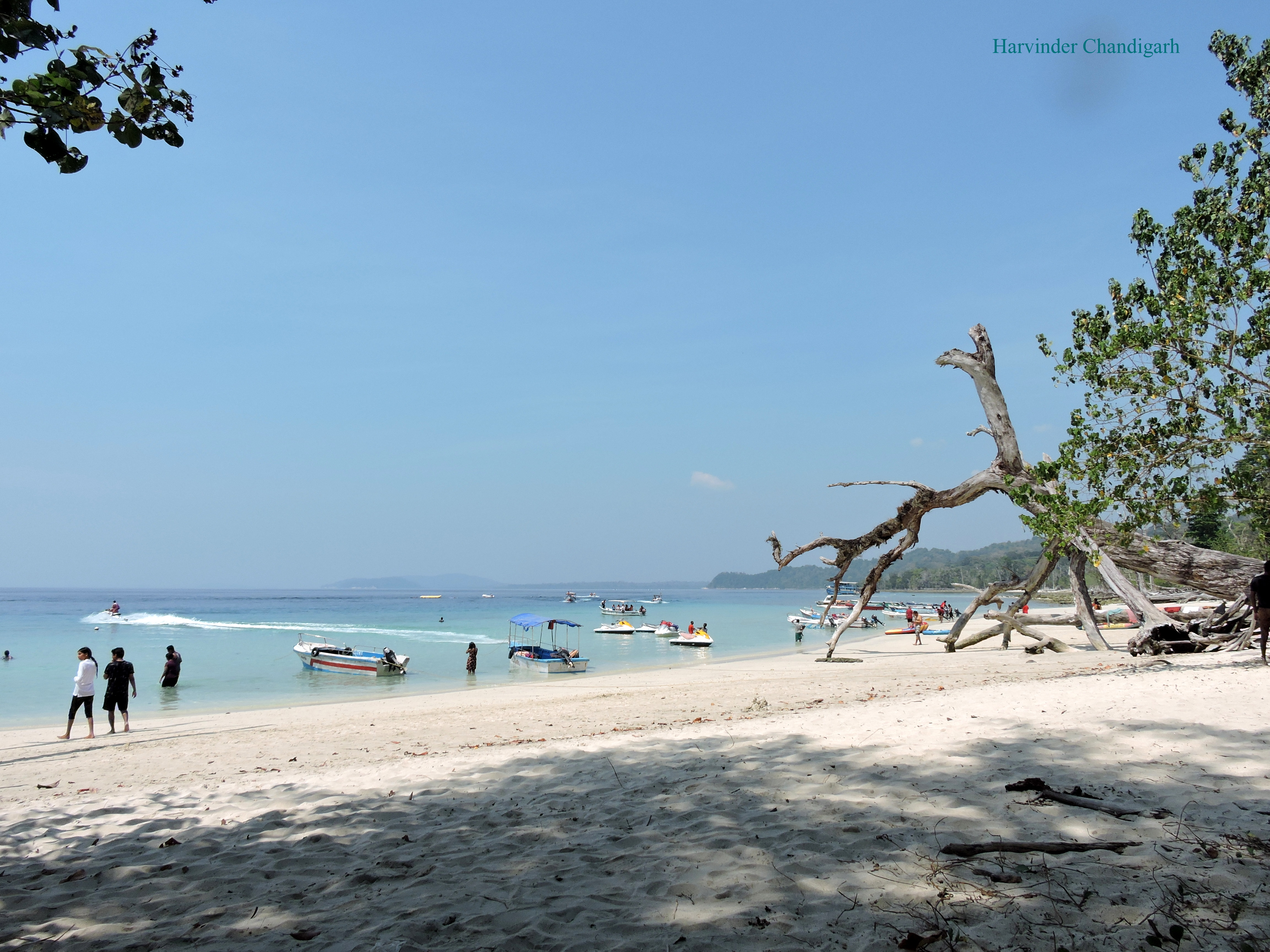
Playa Elephenta, isla Havelock

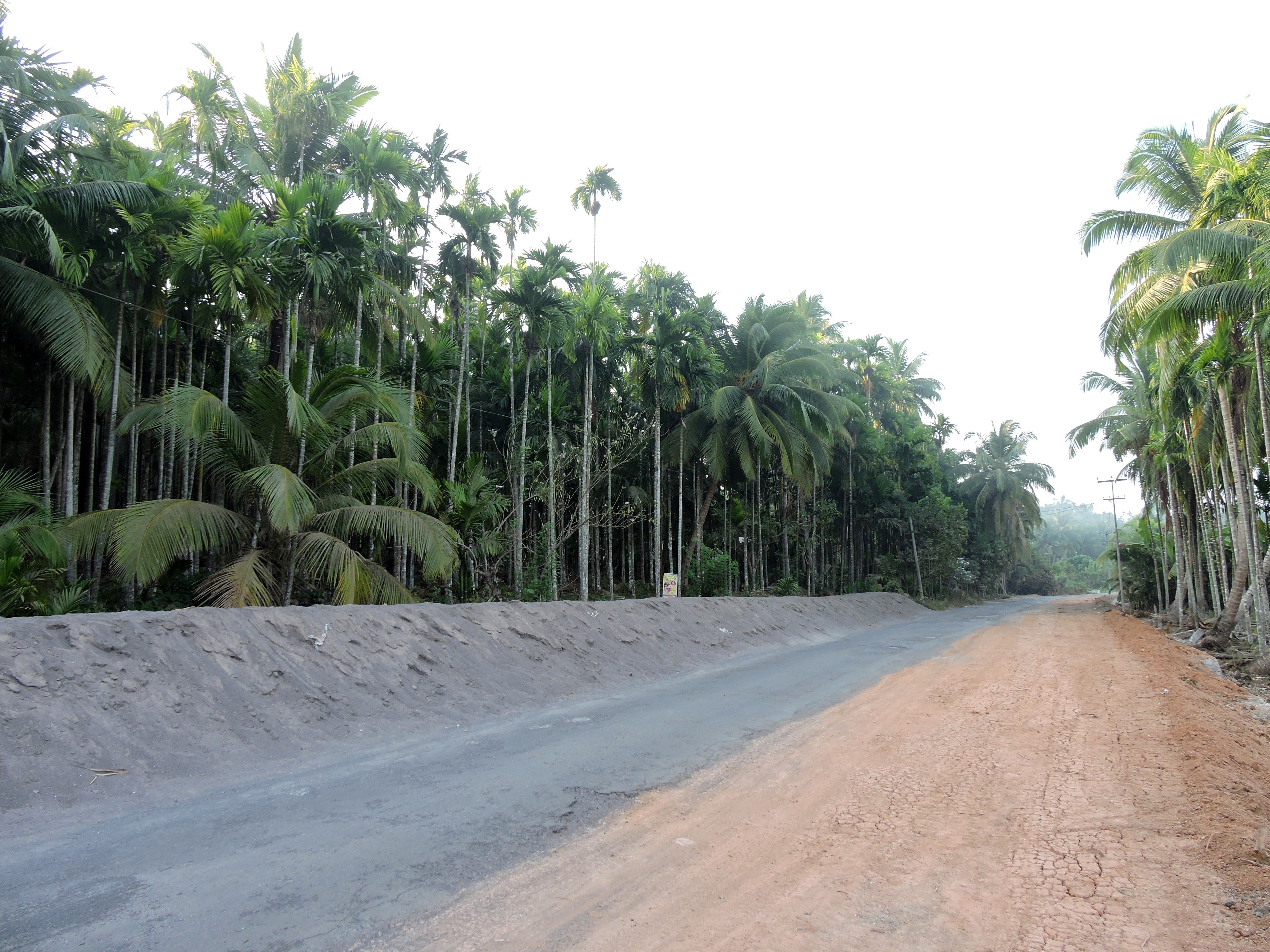
Carretera de la isla Havelock

La Isla Havelock es la mayor de las islas que comprenden el Archipiélago de Ritchie con una superficie de 113,93 km², parte de una cadena de islas al este de Gran Andamán, en las Islas Andamán. Havelock está situada 57 km al noreste de la capital, la ciudad de Port Blair. La población era de 5.354 según el censo de 2001.
La isla lleva el nombre de Henry Havelock, un general británico que estuvo activo en la India. La población actual de la isla se compone de colonos bengalíes.
Es uno de los pocos lugares en los que la administración de las islas de Andamán y Nicobar ha permitido y alentado el desarrollo del turismo, con un enfoque en la promoción del turismo ecológico.

## Galería

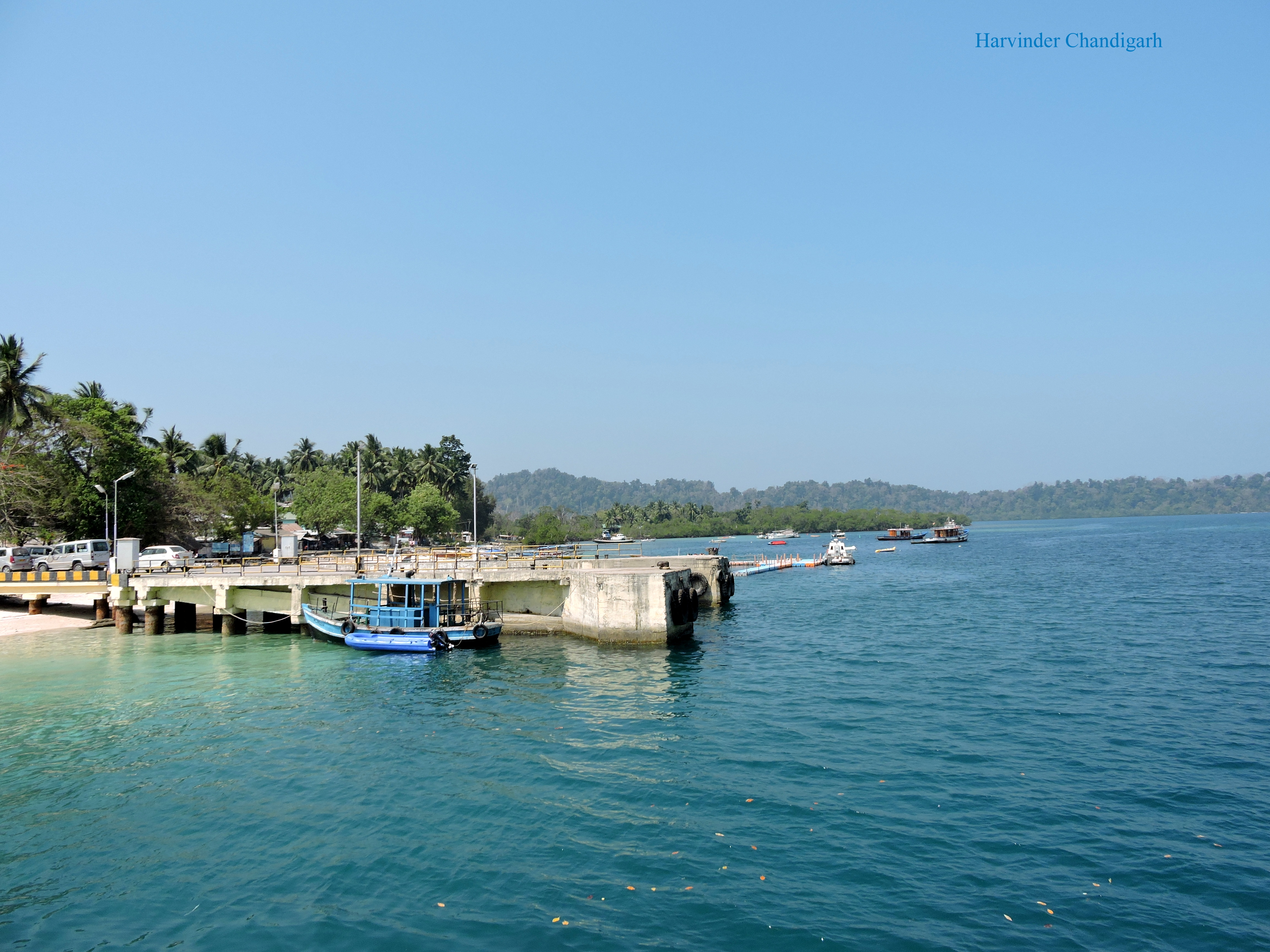
Jetty ,isla de Havelock, Andamán, India
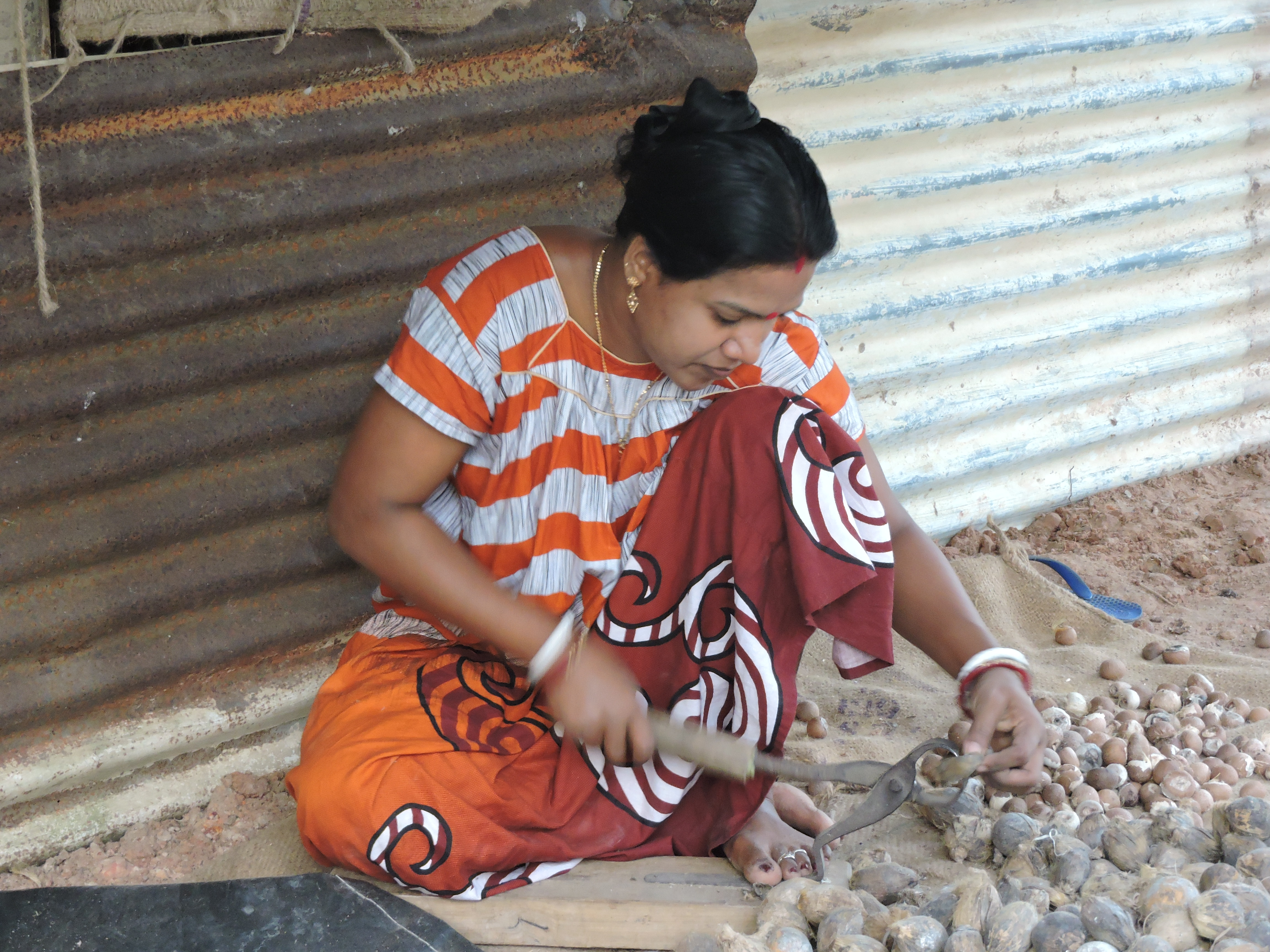
Granjera procesando productos de la huerta, isla Havelock
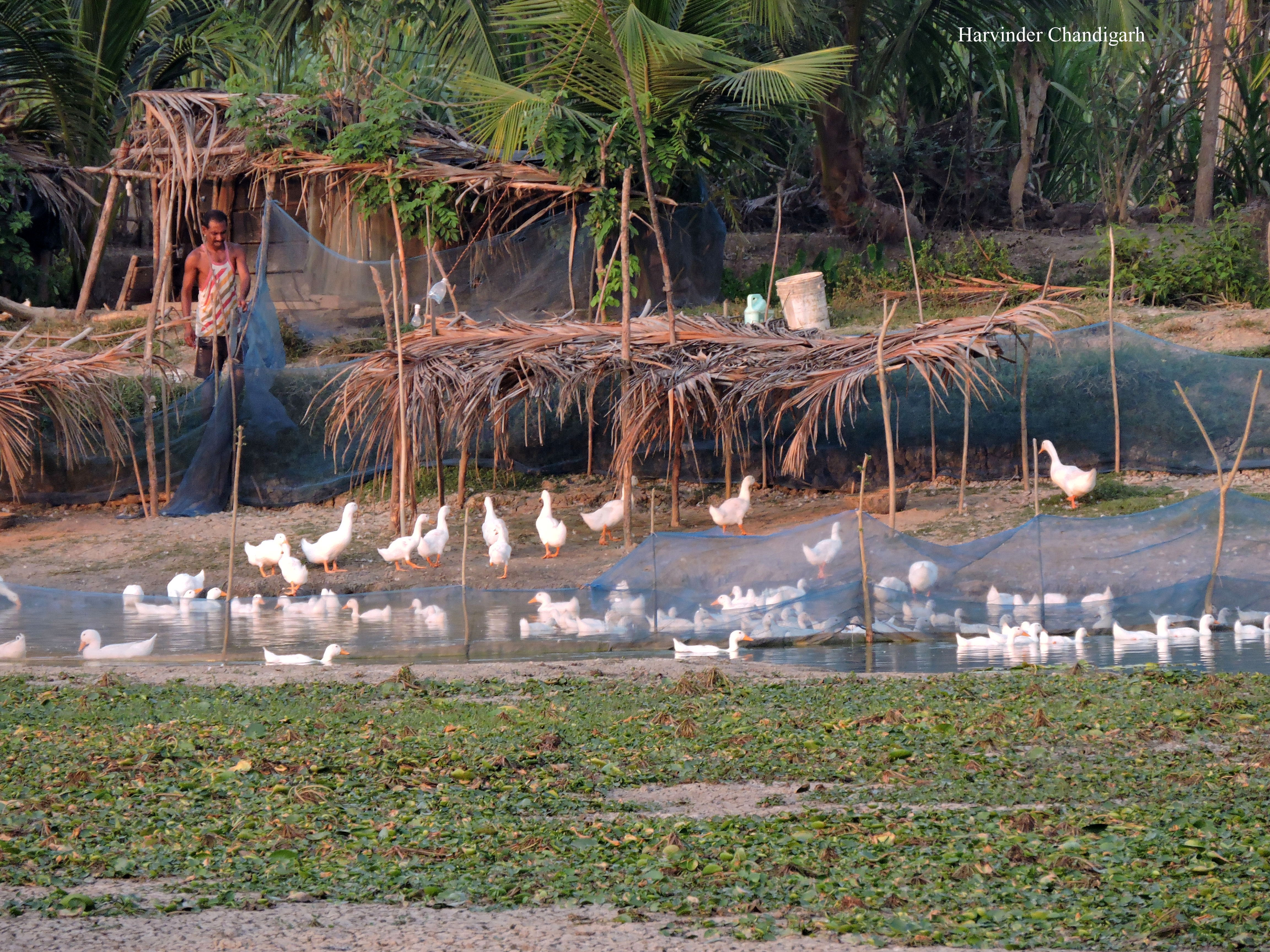
Actividad agrícola ,isla Havelock, Andamán, India
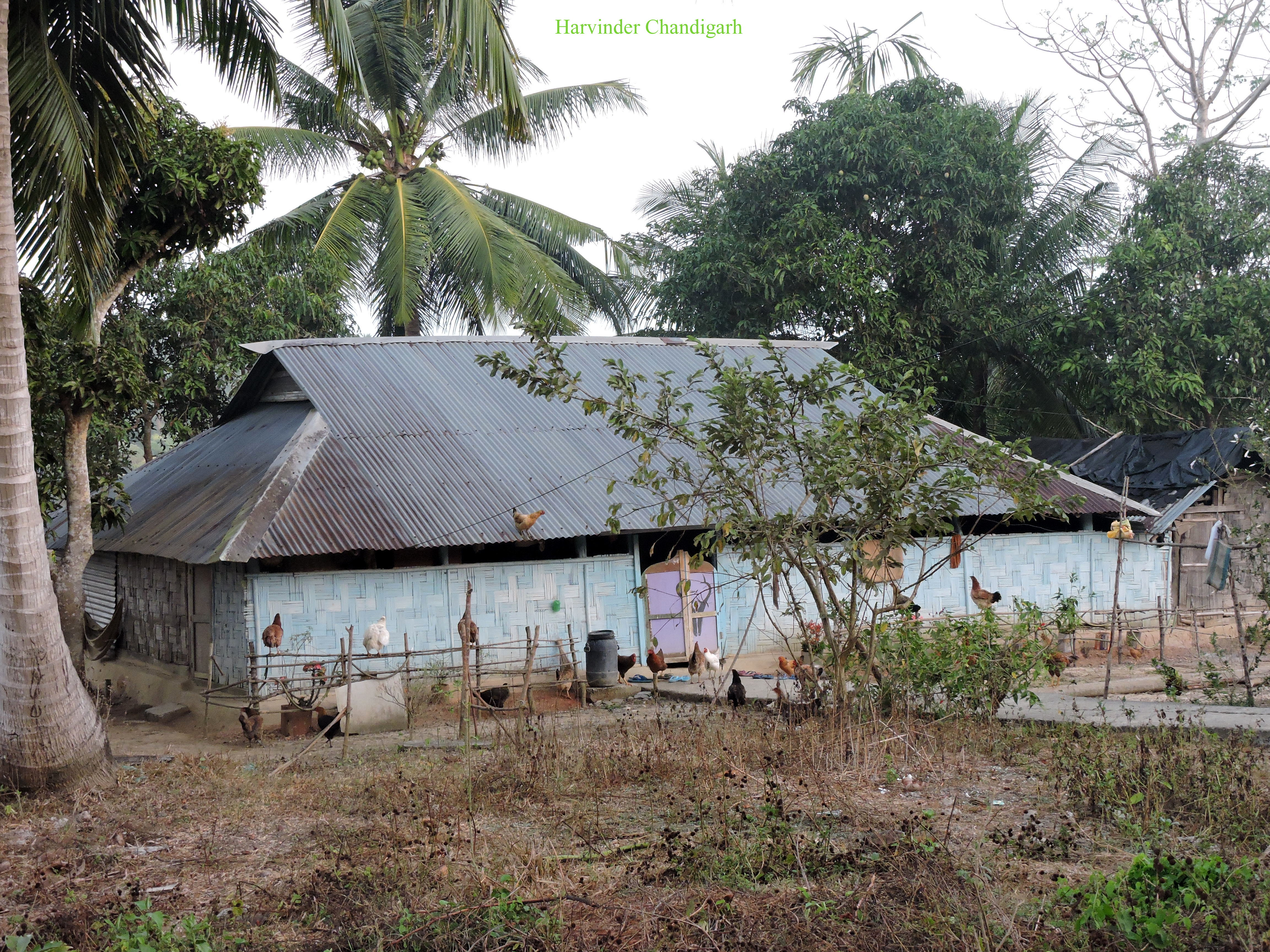
Vivienda tipo,isla Havelock, Andamán, India
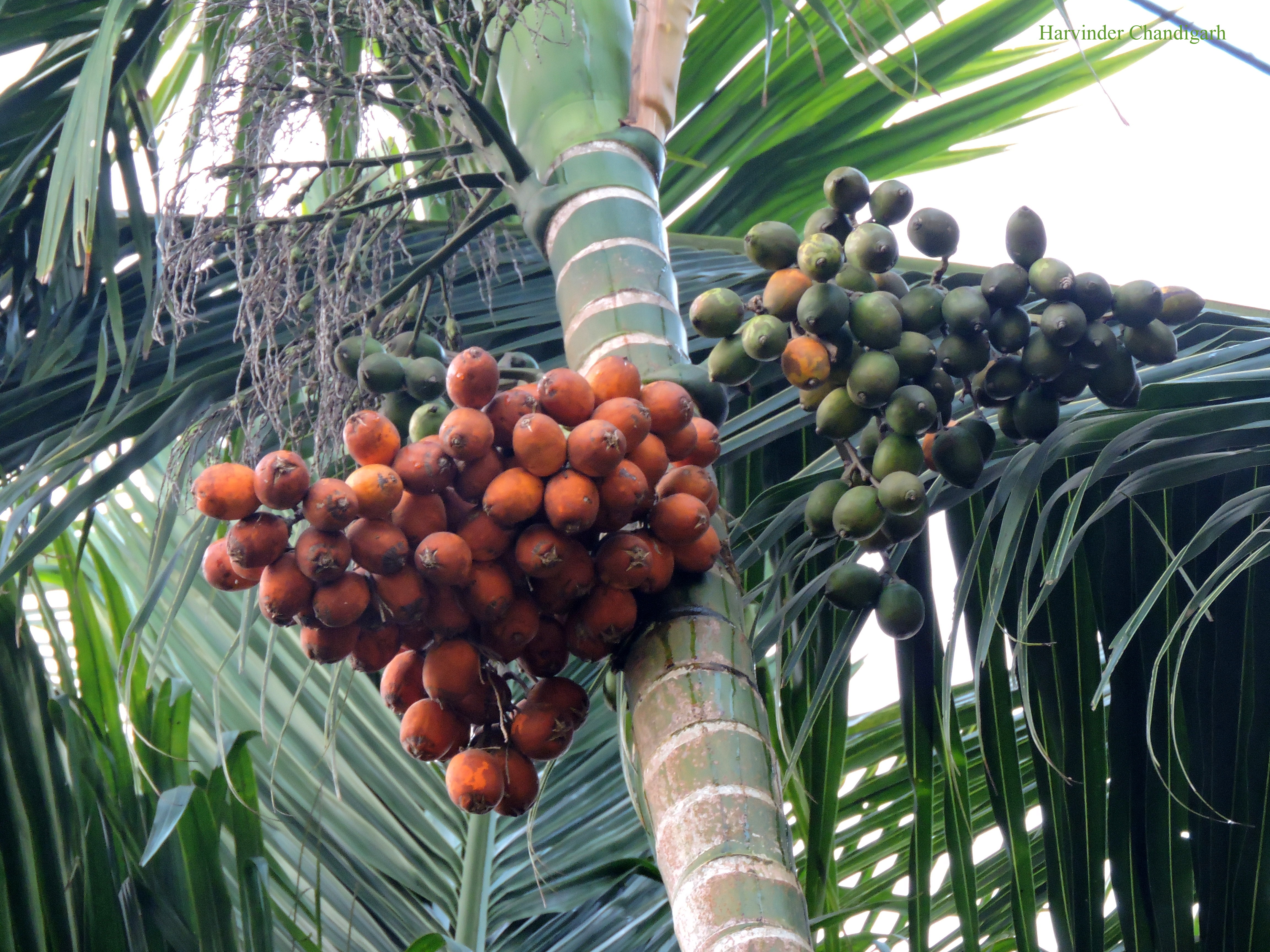
Frutos de isla Havelock, Andamán, India
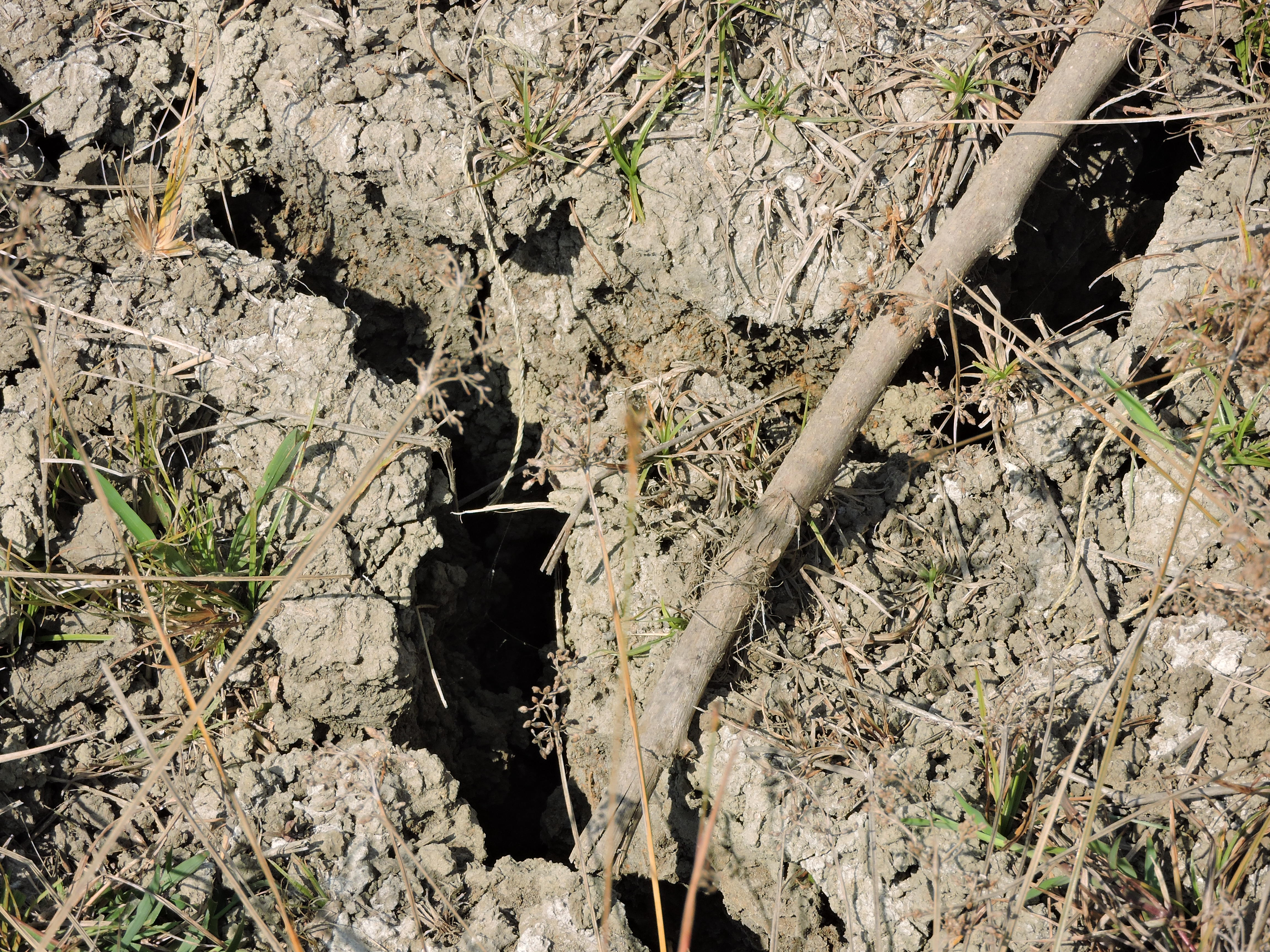
Tipo de suelo, isla Havelock, Andamán, India
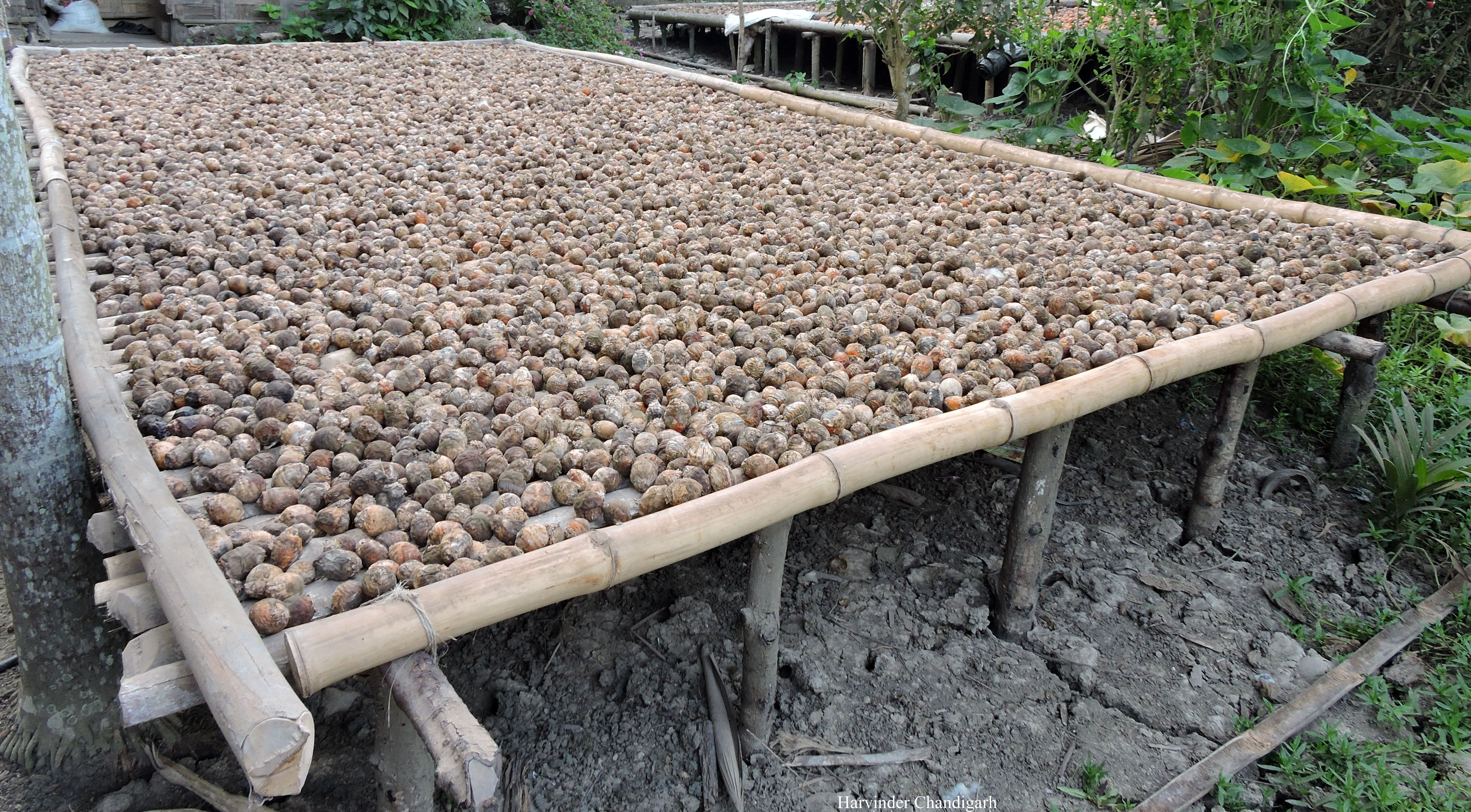
Productos hortofrutícolas de Havelock, Andamán,India
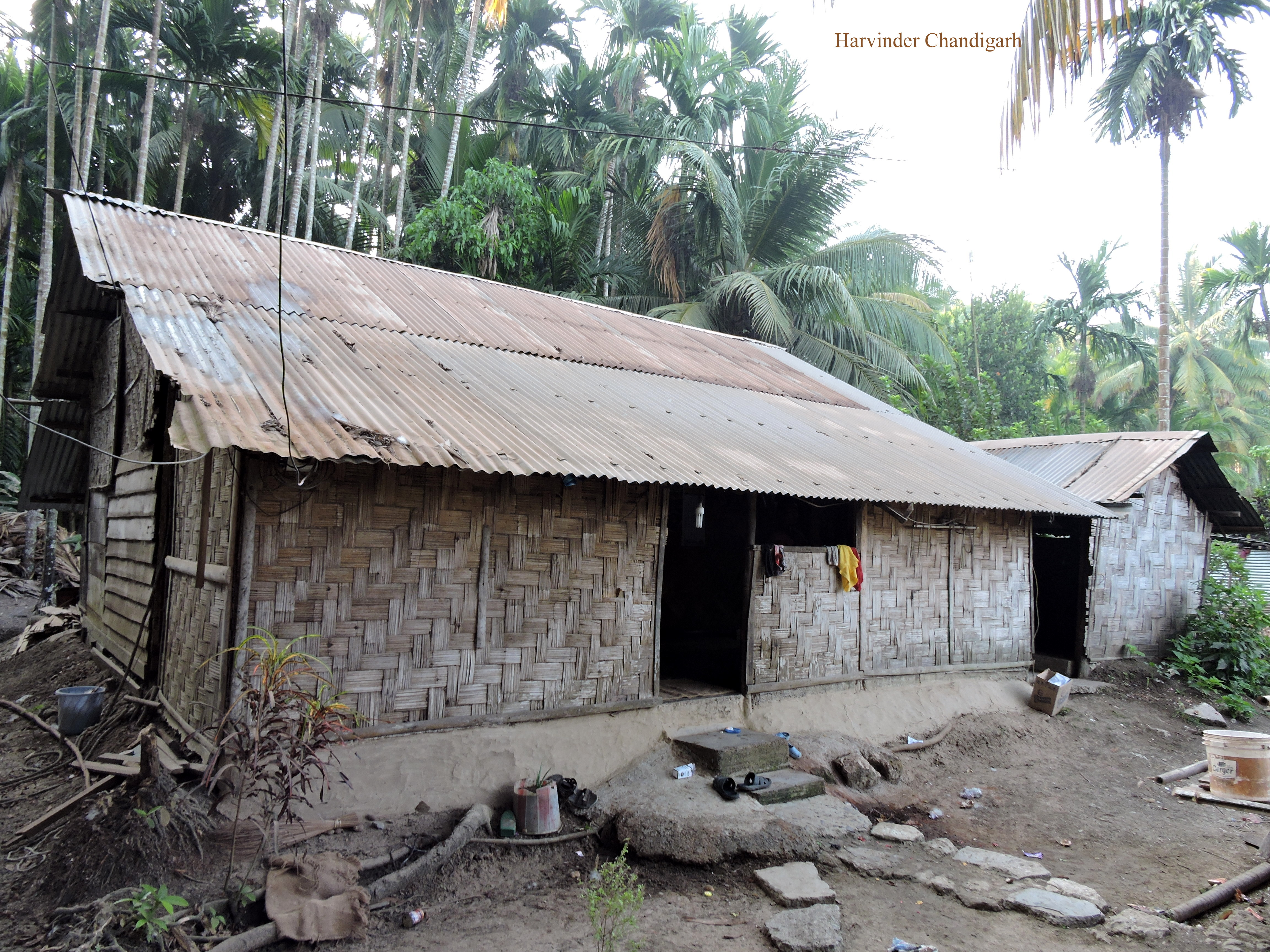
Vivienda de área rural de la isla Havelock
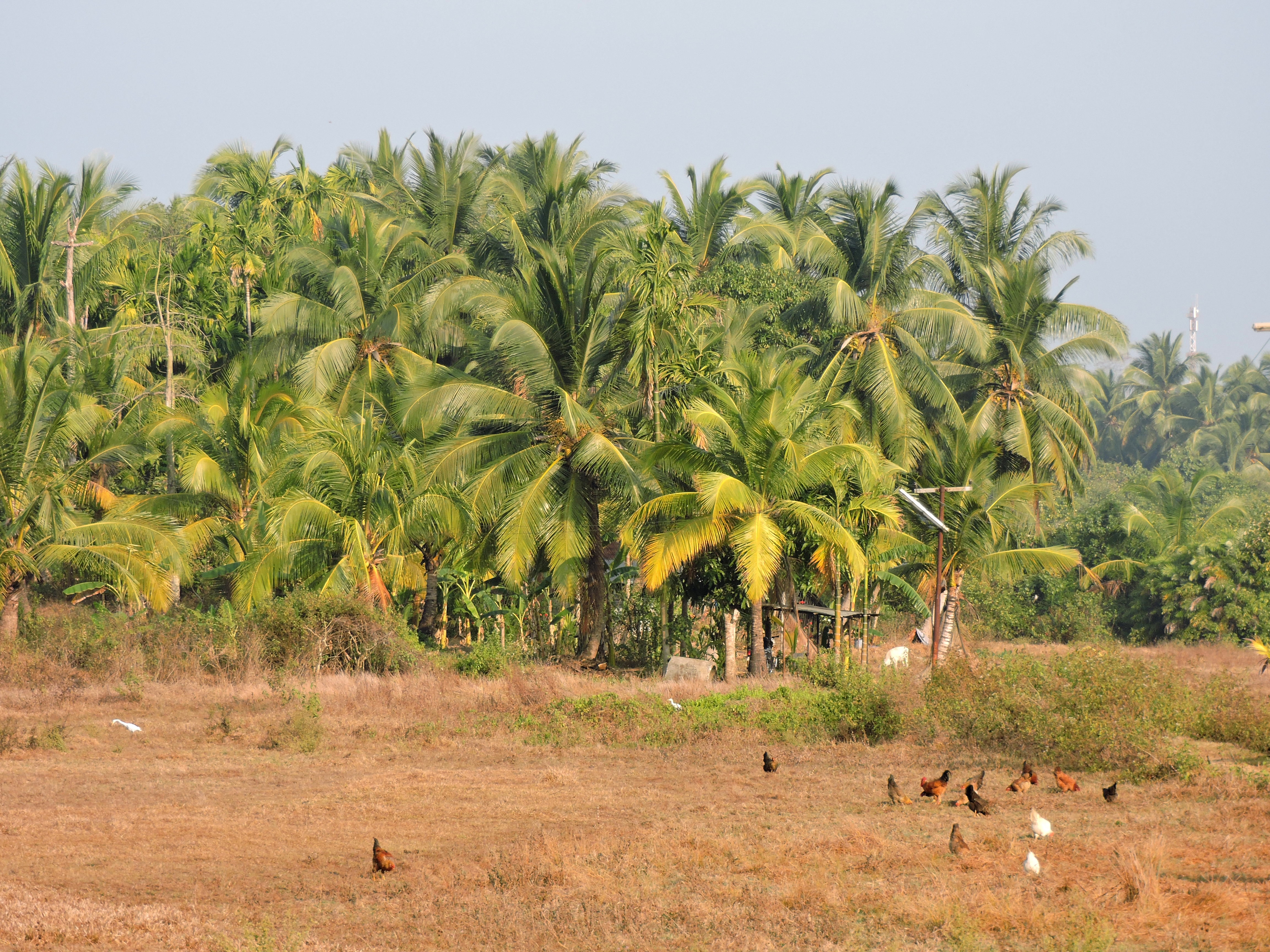
Paisaje de isla Havelock, Andamán, India
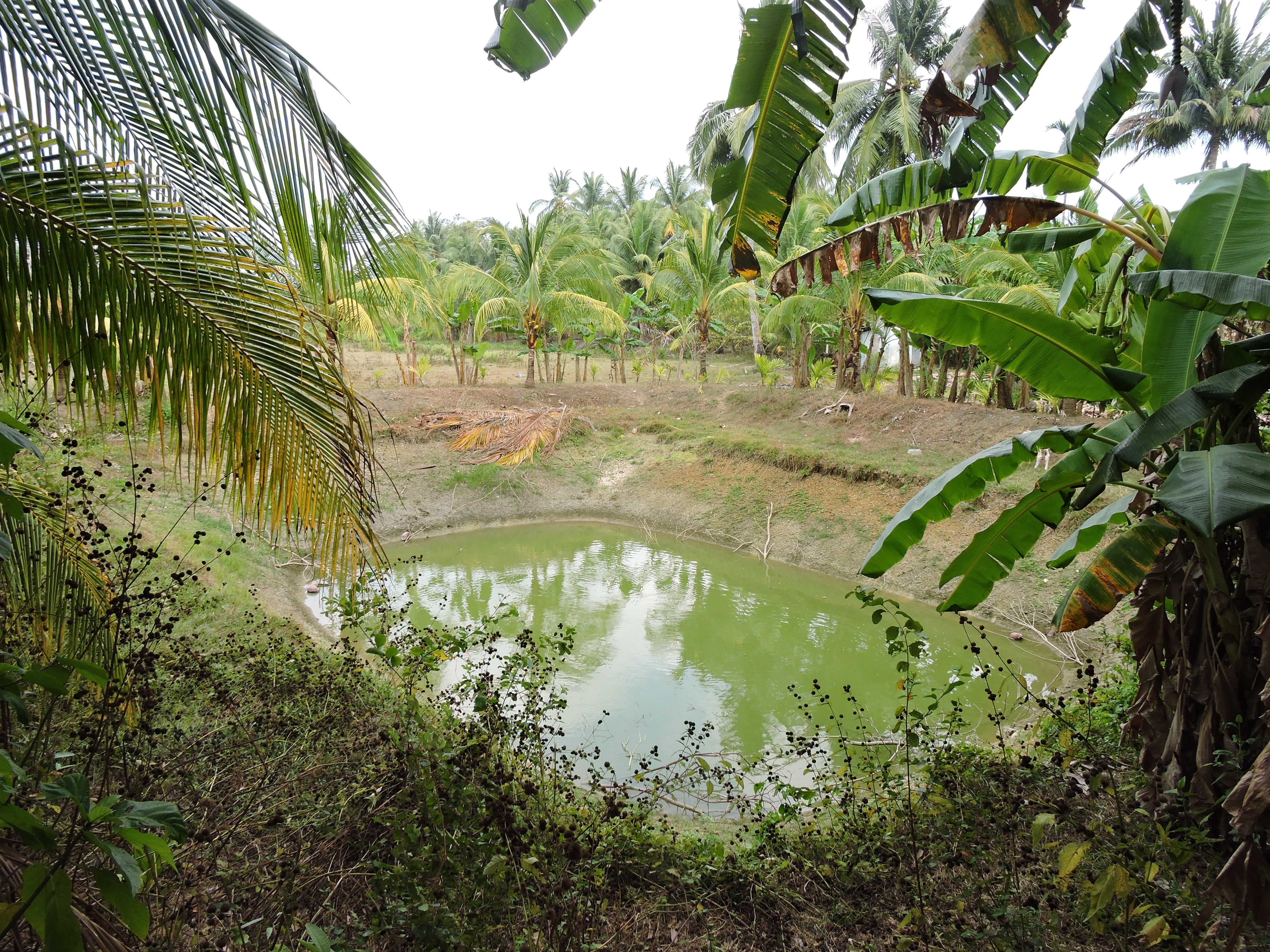
Pozo, Havelock, Andamán ,India